# Euchlaena marginaria
Euchlaena marginaria là một loài bướm đêm trong họ Geometridae.